# ایشیکاوا گوئمون
ایشیکاوا گوئمون (ژاپنی: 石川 五右衛門 Ishikawa Goemon; زاده ۱۵۵۸ –درگذشته ۸ اکتبر ۱۵۹۴) یک قهرمان یاغی نیمه افسانه‌ای ژاپنی بود که طلا و دیگر اشیاء با ارزش را به سرقت می‌برد تا به فقرا بدهد.